# Erich Wolfram
Erich Wolfram (* 5. Oktober 1928 in Bruch, Tschechoslowakei; † 8. Februar 2003) war ein deutscher Politiker (SPD).

## Leben und Beruf
Nach dem Schulbesuch mit Abitur nahm Wolfram in den Jahren 1944 bis 1945 als Luftwaffenhelfer  am Zweiten Weltkrieg teil. Bei Kriegsende geriet er in sowjetische Kriegsgefangenschaft, aus der er im Jahr 1946 entlassen wurde.
Wolfram studierte Volkswirtschaft in Halle und Köln, legte ein Staatsexamen als Diplom-Versicherungssachverständiger ab und arbeitete von 1952 bis 1957 bei der IG Bergbau und Energie sowie als Sachverständiger in den Ausschüssen der Europäischen Gemeinschaft für Kohle und Stahl (EGKS) in Luxemburg. In den Jahren 1957 bis 1970 war er zunächst Handlungsbevollmächtigter, dann Prokurist und zuletzt Direktor der Bergwerksgesellschaft Ewald-Kohle AG. Anschließend wurde er Direktor bei der Ruhrkohle AG in Essen.
Erich Wolfram war verheiratet und hat einen Sohn.

## Partei
Wolfram trat im Jahr 1946 in die SPD ein. Er war Orts-, Stadtverbands- und stellvertretender Kreisvorsitzender der Partei in Recklinghausen.

## Abgeordneter
Wolfram war Ratsmitglied der Stadt Recklinghausen und zeitweise stellvertretender Fraktionsvorsitzender. Dem Deutschen Bundestag gehörte er von 1969 bis 1987 an. Von der sechsten bis achten Wahlperiode (1969–1980) vertrat er im Parlament den Wahlkreis Recklinghausen-Stadt. In der neunten und zehnten Wahlperiode (1980–1987) vertrat er den Wahlkreis Recklinghausen I. Außerdem war er von 1970 bis 1973 Mitglied des Europäischen Parlamentes.

## Öffentliche Ämter
Wolfram amtierte von 1972 bis 1984 als Oberbürgermeister der Stadt Recklinghausen. Nach der Bildung des Kreises Recklinghausen war er noch bis 1987 Bürgermeister der Stadt.

## Kontroverse
Im Mai 1981 wurde in Recklinghausen öffentlich der Vorwurf gegen Wolfram erhoben, er würde seine vormalige Mitgliedschaft in der SED verschweigen. Er bezog hierzu Stellung in den Lokalzeitungen: „Richtig ist vielmehr daß ich am 13.4.1946 in die SPD in der damaligen Ostzone eingetreten bin. ... Alle Mitglieder wurden so zwangsweise SED-Mitglieder. Das habe ich nie geleugnet, sondern immer öffentlich angegeben. Ich bin aber stets SPD-Mitglied geblieben, habe in der damaligen Ostzone politisch illegal dafür gearbeitet und mußte deshalb 1950 aus Mitteldeutschland flüchten.“
Damit war Erich Wolfram acht Tage vor der Zwangsvereinigung von SPD und KPD zur SED in die SPD eingetreten, wobei seit der zweiten Sechziger-Konferenz der SPD am 26. Februar 1946 deren Zusammenschluss mit der KPD beschlossen und vorbereitet war.

## Auszeichnungen
- 1984: Verdienstkreuz 1. Klasse der Bundesrepublik Deutschland
- 1986: Verdienstorden des Landes Nordrhein-Westfalen[5]
- 1987: Großes Verdienstkreuz der Bundesrepublik Deutschland
- 1996 wurde Wolfram die Ehrensenatorwürde der Ruhr-Universität Bochum verliehen.

## Würdigungen
- 2004 – Karnevalsorden Suum cuique der Karnevalsgesellschaft Poahlbürger 1948 e. V. in Recklinghausen
- 30. Oktober 2010 – Einweihung der Erich-Wolfram-Straße in Recklinghausen durch seine einzige Enkelin Jil.